# Svenska Serien 1920-1921
La Svenska Serien 1920-1921 fu l'ottava edizione del campionato svedese di calcio a gironi.
Il campionato era formato da dieci squadre e l'Örgryte IS vinse il titolo.

## Classifica finale
| Pos | Club            | G  | V  | N | P  | GF | GS | Punti |
| --- | --------------- | -- | -- | - | -- | -- | -- | ----- |
| 1   | Örgryte IS      | 18 | 10 | 5 | 3  | 27 | 10 | 25    |
| 2   | GAIS            | 18 | 10 | 3 | 5  | 47 | 25 | 23    |
| 3   | Hammarby IF     | 18 | 9  | 4 | 5  | 35 | 27 | 22    |
| 4   | Helsingborgs IF | 18 | 9  | 4 | 5  | 23 | 27 | 22    |
| 5   | IFK Göteborg    | 18 | 8  | 4 | 6  | 39 | 21 | 20    |
| 6   | IFK Malmö       | 18 | 9  | 1 | 8  | 47 | 47 | 19    |
| 7   | Djurgårdens IF  | 18 | 6  | 4 | 8  | 24 | 33 | 16    |
| 8   | AIK             | 18 | 5  | 3 | 10 | 30 | 38 | 13    |
| 9   | IFK Eskilstuna  | 18 | 4  | 3 | 11 | 23 | 45 | 11    |
| 10  | IFK Norrköping  | 18 | 2  | 4 | 5  | 19 | 51 | 9     |

G = Partite giocate; V = Vittorie; N = Nulle/Pareggi; P = Perse; GF = Goal fatti; GS = Goal subiti; DR = differenza reti